# Жульєн Сабле
Жульєн Сабле (фр. Julien Sablé, нар. 11 вересня 1980, Марсель) — французький футболіст, що грав на позиції півзахисника. По завершенні ігрової кар'єри — тренер.
Виступав, зокрема, за клуб «Сент-Етьєн», а також молодіжну збірну Франції.

## Клубна кар'єра
Народився 11 вересня 1980 року в місті Марсель. Вихованець футбольної школи клубу «Сент-Етьєн». Дорослу футбольну кар'єру розпочав 1997 року в основній команді того ж клубу, в якій провів десять сезонів, взявши участь у 303 матчах чемпіонату. Більшість часу, проведеного у складі «Сент-Етьєна», був основним гравцем команди.
Згодом з 2007 по 2012 рік грав у складі команд клубів «Ланс» та «Ніцца».
Завершив професійну ігрову кар'єру у клубі «Бастія», за команду якого виступав протягом 2012—2014 років.

## Виступи за збірні
Протягом 2000–2002 років залучався до складу молодіжної збірної Франції. На молодіжному рівні зіграв у 19 офіційних матчах.

## Кар'єра тренера
Завершивши ігрову кар'єру, повернувся до рідного «Сент-Етьєна», де 2014 року очолив молодіжну команду.
Згодом протягом 2015–2016 років працював із другою командою «Сент-Етьєна»]], а протягом частини 2017 року очолював тренерський штаб його головної команди, після чого залишився в ньому як асистент головного тренера.

## Статистика виступів

### Статистика клубних виступів
| Сезон                   | Команда                 | Чемпіонат               | Чемпіонат | Чемпіонат | Національний кубок | Національний кубок | Національний кубок | Континентальні кубки | Континентальні кубки | Континентальні кубки | Усього | Усього |
| Сезон                   | Команда                 | Ліга                    | Ігор      | Голів     | Ліга               | Ігор               | Голів              | Ліга                 | Ігор                 | Голів                | Ігор   | Голів  |
| ----------------------- | ----------------------- | ----------------------- | --------- | --------- | ------------------ | ------------------ | ------------------ | -------------------- | -------------------- | -------------------- | ------ | ------ |
| 1997–98                 | «Сент-Етьєн»            | Д2                      | 1         | 0         | КФ+КЛ              | 0                  | 0                  | -                    | -                    | -                    | 1      | 0      |
| 1998–99                 | «Сент-Етьєн»            | Д2                      | 28        | 0         | КФ+КЛ              | 2+1                | 0                  | -                    | -                    | -                    | 31     | 0      |
| 1999–00                 | «Сент-Етьєн»            | Д1                      | 32        | 1         | КФ+КЛ              | 2+1                | 0                  | -                    | -                    | -                    | 35     | 1      |
| 2000–01                 | «Сент-Етьєн»            | Д1                      | 31        | 0         | КФ+КЛ              | 2+2                | 0+1                | -                    | -                    | -                    | 35     | 1      |
| 2001–02                 | «Сент-Етьєн»            | Д2                      | 33        | 0         | КФ+КЛ              | 2+1                | 0                  | -                    | -                    | -                    | 36     | 0      |
| 2002–03                 | «Сент-Етьєн»            | Л2                      | 37        | 0         | КФ+КЛ              | 1+4                | 0                  | -                    | -                    | -                    | 42     | 0      |
| 2003–04                 | «Сент-Етьєн»            | Л2                      | 36        | 1         | КФ+КЛ              | 1+5                | 0                  | -                    | -                    | -                    | 42     | 1      |
| 2004–05                 | «Сент-Етьєн»            | Л1                      | 37        | 5         | КФ+КЛ              | 1+4                | 0                  | -                    | -                    | -                    | 42     | 5      |
| 2005–06                 | «Сент-Етьєн»            | Л1                      | 36        | 2         | КФ+КЛ              | 0+1                | 0                  | Інт                  | 4                    | 2                    | 41     | 4      |
| 2006–07                 | «Сент-Етьєн»            | Л1                      | 32        | 0         | КФ+КЛ              | 1+3                | 0                  | -                    | -                    | -                    | 36     | 0      |
| Усього за Saint-Étienne | Усього за Saint-Étienne | Усього за Saint-Étienne | 303       | 9         |                    | 34                 | 1                  |                      | 4                    | 2                    | 341    | 12     |
| 2007–08                 | «Ланс»                  | Л1                      | 16        | 0         | КФ+КЛ              | 1+2                | 0                  | Інт+КУЄФА            | 2+4                  | 0                    | 25     | 0      |
| 2008-січ. 2009          | «Ланс»                  | Л2                      | 12        | 0         | КФ+КЛ              | 1+3                | 0                  | -                    | -                    | -                    | 16     | 0      |
| Усього за «Ланс»        | Усього за «Ланс»        | Усього за «Ланс»        | 28        | 0         |                    | 7                  | 0                  |                      | 6                    | 0                    | 41     | 0      |
| січ.-черв. 2009         | «Ніцца»                 | Л1                      | 15        | 0         | КФ+КЛ              | 0+1                | 0                  | -                    | -                    | -                    | 16     | 0      |
| 2009–10                 | «Ніцца»                 | Л1                      | 23        | 0         | КФ+КЛ              | 1+1                | 0                  | -                    | -                    | -                    | 25     | 0      |
| 2010–11                 | «Ніцца»                 | Л1                      | 32        | 0         | КФ+КЛ              | 3+1                | 0                  | -                    | -                    | -                    | 36     | 0      |
| 2011–12                 | «Ніцца»                 | Л1                      | 20        | 0         | КФ+КЛ              | 2+3                | 0                  | -                    | -                    | -                    | 25     | 0      |
| Усього за «Ніццу»       | Усього за «Ніццу»       | Усього за «Ніццу»       | 90        | 0         |                    | 12                 | 0                  |                      | -                    | -                    | 102    | 0      |
| жовт. 2012–13           | «Бастія»                | Л1                      | 21        | 0         | КФ+КЛ              | 1+2                | 0                  | -                    | -                    | -                    | 24     | 0      |
| 2013–14                 | «Бастія»                | Л1                      | 23        | 0         | КФ+КЛ              | 0+2                | 0                  | -                    | -                    | -                    | 25     | 0      |
| Усього за «Бастію»      | Усього за «Бастію»      | Усього за «Бастію»      | 44        | 0         |                    | 5                  | 0                  |                      | -                    | -                    | 49     | 0      |
| Усього за кар'єру       | Усього за кар'єру       | Усього за кар'єру       | 465       | 9         |                    | 58                 | 1                  |                      | 10                   | 2                    | 533    | 12     |